# Curtis Langdon

a Compétitions nationales et continentales officielles uniquement.

b Matchs officiels uniquement.
Dernière mise à jour le 8 juin 2024.
Curtis Langdon, né le 3 août 1997 à Weston-super-Mare, est un joueur international anglais de rugby à XV qui évolue au poste de talonneur avec les Northampton Saints en Premiership depuis 2023.

## Biographie
Lors de l'automne 2022, Curtis Langdon se retrouve sans club après la liquidation de son équipe des Worcester Warriors en Premiership et il rejoint le Montpellier Hérault Rugby . Néanmoins il ne dispute qu'une saison avec le MHR, le club des Northampton Saints annonce son recrutement pour la saison suivante.
Durant la saison 2023-2024, Northampton atteint la finale de Premiership et fait face à Bath. Lors de cette rencontre, Langdon est titulaire en première ligne et les siens l'emportent 25 à 21. Ainsi, Curtis Langdon remporte cette compétition pour la première fois de sa carrière et le club pour la deuxième fois de son histoire,. À la fin de la saison, il est élu dans l'équipe type de la saison en Premiership.
En novembre 2024, il est sélectionné en équipe d'Angleterre A pour affronter l'Australie A (en).

## Palmarès

### En club
- Vainqueur du Championnat d'Angleterre en 2024 avec les Northampton Saints.
- Finaliste de la Champions Cup en 2025 avec les Northampton Saints.

### Distinctions personnelles
- Membre de l'équipe type du Championnat d'Angleterre en 2024.